# Jörg Antoine
Jörg Antoine (* 30. Mai 1968 in Prüm in der Eifel, Rheinland-Pfalz) ist ein deutscher Jurist und war von 2015 bis 15. Januar 2023 Präsident des Konsistoriums der Evangelischen Kirche Berlin-Brandenburg-schlesische Oberlausitz (EKBO).
Seit 1. April 2024 ist Antoine Kaufmännischer Vorstand der Lafim-Diakonie in Potsdam.

## Leben
Nach seinem Zivildienst am Universitätsklinikum Bonn widmete sich Antoine seinem Studium. Er erlangte das juristische Staatsexamen, einen Magister in Philosophie und den Abschluss als Diplom-Betriebswirt. Diesen Abschlüssen folgten noch zwei Semester Evangelische Theologie an der Humboldt-Universität Berlin. Dort wurde er mit einer juristischen Dissertation zum Thema Sterbehilfe promoviert.
Sein beruflicher Weg führte Antoine von 1997 an zunächst zu verschiedenen wirtschaftsrechtlichen Anwaltskanzleien in Berlin. Im Jahre 2002 wechselte er in das Landeskirchenamt Hannover zur Evangelisch-lutherischen Landeskirche Hannovers, wurde dort zum Oberkirchenrat ernannt und war zuständig für die Themen Diakonie, Steuern, Haushaltsaufsicht und Stiftungen. Seit 2008 war Antoine stellvertretender Direktor im landeskirchlichen Diakonischen Werk. Seit 2014 war er Vorstandsmitglied des Diakonischen Werkes evangelischer Kirchen in Niedersachsen. Er gehörte von 2009 bis 2015 als außerordentliches Mitglied dem Kollegium (Organ der Kirchenleitung der EVLKA) des Landeskirchenamtes Hannover an.
Am 14. November 2014 wählte die Synode der Evangelischen Kirche Berlin-Brandenburg-schlesische Oberlausitz Antoine mit großer Mehrheit zum neuen Präsidenten des Konsistoriums in Berlin. Von Mai 2015 bis Januar 2023 war er Präsident des Konsistoriums der EKBO  und per Amt Mitglied der Kirchenleitung und Synode und damit Kirchenleitender Jurist der EKBO.
Im Jahre 2012 wurde er stellvertretender Vorsitzender der Konferenz für Diakonie und Entwicklung.
Antoine ist Mitglied des Aufsichtsrates des Evangelischen Werkes für Diakonie und Entwicklung sowie bei der Pensionskasse VERKA.
Ab Januar 2023 war er als Kommissarischer Leiter (Amtsbezeichnung Oberkirchenrat) des Dezernat 7, Finanzmanagement und Informationstechnologie, der Verwaltung und Kollegialorgans Oberkirchenrat der Evangelischen Landeskirche in Württemberg tätig. Am 1. April 2024 übernahm Jörg Antoine das Amt des Kaufmännischen Vorstandes der Lafim-Diakonie in Potsdam.
Antoine ist verheiratet und hat drei Kinder.

## Werke
- Aktive Sterbehilfe in der Grundrechtsordnung. Berlin 2004, ISBN 978-3-428-11179-4[6]